# Télecles
Télecles (em grego:  Τηλεκλῆς), de Fócida ou Foceia, foi o discípulo e sucessor de  Lácides, e liderou a Academia de Platão em Atenas em conjunto com  Evandro. 
Nos últimos dez anos da vida de Lácides (c. 215-c. 205), Evandro e Télecles ajudaram a manter a Academia devido a Lácides estar gravemente doente. Eles continuaram a Academia após a morte de Lácides, sem serem formalmente eleitos. Com a morte Télecles em 167/6 a.C., Evandro permaneceu por mais alguns anos.  Evandro foi sucedido por seu discípulo Hegésino..